# Yesterday and Today
Albums nord-américains des Beatles
Rubber Soul
(1965) Revolver
(1966)
Yesterday and Today est le dixième album américain des Beatles, publié le 20 juin 1966 par Capitol Records sur le marché nord-américain. Il est constitué d'une sélection de chansons du groupe, pour la plupart datant de l'année 1965, en provenance de trois de leurs albums britanniques : Help! (d'où le titre, puisqu'il contient le hit Yesterday issu de ce disque), Rubber Soul et le single We Can Work It Out/Day Tripper publié dans le même temps au Royaume-Uni, sans oublier trois chansons inédites d'un album à venir, Revolver. La réaction des Beatles face à ce « saucissonnage » de leur œuvre est peut-être à l'origine d'une controverse causée par la photo de la pochette jugée malsaine : la célèbre « Butcher Cover », rapidement retirée du commerce pour laisser place à une photo beaucoup plus sage.

## Historique
Dans l'enchaînement des publications américaines du groupe, répondant au format standard de ce pays qui n'accepte pas les quatorze titres publiés sur les éditions originales britanniques, Capitol récupère ainsi des morceaux qu'ils n'ont pas publiés en 1965 sur les albums  Help! et Rubber Soul en plus du single Day Tripper/We Can Work It Out. Ils incluront aussi trois pistes inédites du 33 tours Revolver qui paraîtra sept semaines plus tard en Europe. Le titre que porte le disque souligne ses particularités. « Yesterday », le hit de Paul McCartney, qui permet au label de le publier sur un de ses albums, et « Today » pour les chansons issues de Revolver. Cette fois, c'est Bill Miller et non Dave Dexter Jr. qui a créé cette compilation. Sur l'étiquette du disque (et sur les cassettes et cartouches huit pistes), le titre est inscrit « “Yesterday”…and Today ».
La croyance voulant que les Beatles n'avaient aucune idée des modifications faites par leur compagnie de disque américaine, avant de voir sur le marché ces éditions modifiées, a été démentie, du moins, pour cette instance. Une lettre manuscrite de George Harrison qui fut adressée au DJ Paul Drew d'Atlanta le 7 mai 1966 (et vendue pour 13 000 £ en mai 2015), dans laquelle il lui mentionne que Capitol est en processus de créer ce disque et qu'il est au courant que « deux ou trois pistes » que les Beatles viennent de mettre en boîte seront incluses dans celui-ci.
Yesterday and Today sera le dernier album sur lequel Capitol chamboule totalement les contenus des versions originales britanniques. 
En revanche, la maison d'édition créera, en 1967, le 33 tours Magical Mystery Tour en rajoutant au double maxi britannique les singles parus la même année. La compilation Hey Jude (intitulée The Beatles Again en France), quant à elle, regroupera leurs derniers singles, inédits en ce format, et sera publiée en 1970 conjointement avec Apple Records, une initiative du nouveau manager du groupe Allen Klein.

## Parution
En 1965-1966, les chansons de l'album britannique Rubber Soul sont réparties aux États-Unis par Capitol Records sur deux disques distincts. Le premier, commercialisé le 6 décembre 1965, porte le même titre, avec la même pochette, mais ne contient que 12 chansons dont It's Only Love et I've Just Seen a Face, en provenance de l'édition britannique de l'album Help! paru le 6 août 1965. La tonalité folk de la version américaine plaît à certains critiques et auditeurs.
Le second, mis en vente le 15 juin 1966, est Yesterday and Today et contient Act Naturally et Yesterday de l'album Help!, ainsi que les chansons non-publiées de l'édition britannique de Rubber Soul, Drive My Car, What Goes On, If I Needed Someone et Nowhere Man y compris le single Day Tripper et We Can Work It Out, paru simultanément à cet l'album, le 3 décembre 1965. Ces deux chansons apparaissent avec un mixage stéréo différent à celui qui sera publié en Angleterre.  Finalement, les titres I'm Only Sleeping, And Your Bird Can Sing et Doctor Robert, de l'album Revolver, encore inédits en Angleterre, compléteront cette collection.
L'édition publiée sur cartouche huit pistes, possède une particularité. Le solo de guitare inversé sur la chanson I'm Only Sleeping est quelque peu retardé par rapport à la version originelle. Cette version sera incluse sur l'édition de luxe du remixage de Revolver en 2022.
Non retenue lors de la publication de la collection The Capitol Albums en 2006, Yesterday and Today sera finalement réédité en CD dans la collection The U.S. Albums, publiée en 2014 à l'occasion du 50e anniversaire de l'arrivée des Beatles en sol américain. On retrouve sur le même disque les remixages des rééditions de 2009 en mono et en stéréo présentés avec les deux pochettes.

## Pochettes

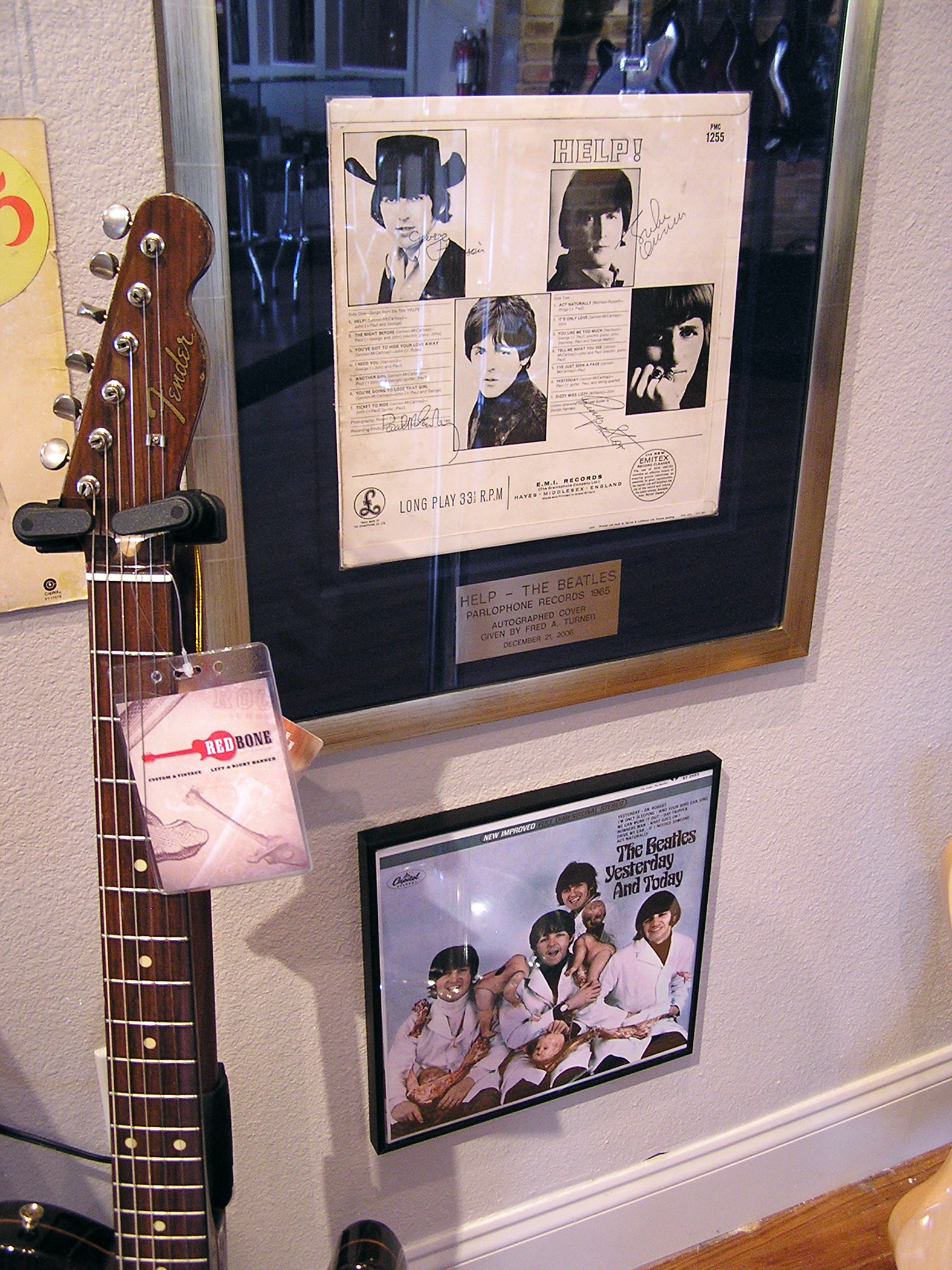
Une pochette stéréo très rare de la « Butcher Cover », placée sous une copie autographiée de l'album Help!.

La « Butcher Cover » (pochette boucher) est une partie intégrante de la légende des Beatles. Le sentiment qu'éprouvent les Beatles vis-à-vis du traitement américain de leurs œuvres semble bien se traduire dans la pose qu'ils prennent pour l'éphémère pochette de cet album. Sur une idée du photographe Robert Whitaker, on les voit vêtus de blouses de bouchers, recouverts de morceaux de viande, d'un dentier et de poupées décapitées. John Lennon blague à ce propos : « Ma première idée était de décapiter Paul. Mais il n'a pas voulu ! ». La séance photo a eu lieu au studio Vale dans le quartier Chelsea à Londres, le 25 mars 1966.
Lorsque Capitol demande à Brian Epstein une nouvelle photo pour illustrer la pochette du prochain album américain des Beatles, celui-ci leur envoie des clichés du groupe posant autour d'une malle pris quelques jours plus tard par le même photographe dans les bureaux de NEMS, la société du manager. Lennon, par contre, insiste qu'une photo de la séance précédente soit plutôt utilisée. Epstein, en informe le label et envoie ces autres photos. Capitol, à contrecœur, va de l'avant et 750 000 copies sont pressées et commercialisée, le disque fait immédiatement scandale. En catastrophe, Capitol le retire de la vente et les copies revenues à l'usine de Jacksonville sont détruites. Le problème est résolu lorsqu'aux usines de Los Angeles et de Scranton, on colle une nouvelle photo plus sobre par-dessus l'image controversée,. Les fans s'amuseront dès lors, comme le raconte Ringo Starr « à la décoller à la vapeur » pour découvrir en dessous l'objet du scandale. C'est une des photos que Brian Epstein avait originellement envoyée qui fut utilisé sur laquelle on voit Paul McCartney assis dans une malle ouverte placée verticalement sur laquelle John Lennon est assis, les jambes croisées. Debout se trouvent Ringo Starr à droite et, derrière sur un piédestal, George Harrison. C'est la première pochette où les membres du groupe sont photographiés avec des vêtements individualisés. Malgré un succès commercial certain, numéro 1 dans les « charts » nord-américains et certifié or, ce sera le seul album des Beatles qui causera une perte de revenus à Capitol; le coût de l'opération remplacement a atteint 250 000 $US (équivalent à 2M $US en 2020). En 1980, la photo de la « Butcher Cover » sera à nouveau publiée par Capitol, mais cette fois à l’intérieur de la pochette de la version nord américaine du disque Rarities.
Cette pochete éphémère est devenue une authentique pièce de collection. Le président de Capitol Records, Alan Livingston (en), à la suite de la décision de modifier le design de la pochette, a ramené chez lui, pour sa collection personnelle, vingt versions mono et quatre stéréo de l'album. Lorsque son fils Peter a décidé de vendre certaines de ces copies en 1986, on avait connaissance que d'une demi-douzaine de copies mono et seulement deux stéréo. 
Les collectionneurs classent l'édition originale dans trois catégories:
- Le « First State Butcher » : Version originale, achetée avant le retrait des ventes. Une version stéréo scellée, la plus rare, a été vendue 75 000 $US en 2015. Les copies dites Livingston ont été vendues entre 30 000 $US (mono) et 85 000 $US (stéréo)[23].
- Le « Second State Butcher » : Version modifiée mais avec la photo collée encore intacte. Avec le temps, cette version devient de plus en plus rare et peut valoir entre 10 000 $US et 500 $US, dépendamment de l'édition, de sa condition ou si elle est scellée[23].
- Le « Third State Butcher » : Version où la photo collée a été enlevée professionnellement qui peut valoir jusqu'à 30 000 $US[23]. Les pochettes endommagées par un décollage maladroit n'ont pratiquement aucune valeur aux yeux des collectionneurs mais un exemplaire très mal décollé peut tout de même se vendre aux environs de 100 $US[24],[n 2].

Un exemplaire de la pochette, avec une rare version stéréo de l'album, ayant appartenu à John Lennon a fait les manchettes en 2019. En 1971, celui-ci a offert le disque à Dave Morrell, un collectionneur, en échange d'une bande magnétique inédite des Beatles. Lennon le lui a dédicacé et, subséquemment, Morell a pu y faire ajouter les autographes de Paul McCartney et de Ringo Starr. Ce prototype de la pochette, qui possède un endos blanc sur lequel Lennon y a effectué un dessin original, a été mis en vente dans un encan à Liverpool le 9 mai 2019 par la firme Julien's Auctions (en) avec une valeur estimée de 160 000 à 180 000 $US. L'album a finalement été acheté pour 234 000 $US par un acquéreur anonyme. C'est le troisième vinyle payé le plus cher après la copie numérotée 0000001 de l'« Album blanc », vendue par Ringo Starr pour 790 000 $US, et l'acétate My Happiness d'Elvis Presley, acheté par Jack White pour la somme de 300 000 $US.

## Liste des chansons
Toutes les chansons sont composés par John Lennon et Paul McCartney, sauf mention contraire. Celles tirées du 45 tours à double faces A sont représentés par le symbole 2ƒA.
| 1. | Drive My Car                                    | Rubber Soul | 2:24 |
| 2. | I'm Only Sleeping                               | Revolver    | 3:00 |
| 3. | Nowhere Man                                     | Rubber Soul | 2:43 |
| 4. | Doctor Robert                                   | Revolver    | 2:15 |
| 5. | Yesterday                                       | Help!       | 2:05 |
| 6. | Act Naturally (Johnny Russell et Voni Morrison) | Help!       | 2:29 |

| 7.  | And Your Bird Can Sing                         | Revolver     | 2:00 |
| 8.  | If I Needed Someone (George Harrison)          | Rubber Soul  | 2:20 |
| 9.  | We Can Work It Out                             | 45 tours 2ƒA | 2:15 |
| 10. | What Goes On? [sic] (Lennon/McCartney/Starkey) | Rubber Soul  | 2:44 |
| 11. | Day Tripper                                    | 45 tours 2ƒA | 2:46 |

## Classements hebdomadaires
| Classement (1966)            | Meilleure place |
| ---------------------------- | --------------- |
| Allemagne (Media Control AG) | 13              |
| États-Unis (Billboard 200)   | 1               |

## Certifications
| Pays                  | Certification | Unités certifiées | Date de certification |
| --------------------- | ------------- | ----------------- | --------------------- |
| Canada (Music Canada) | Platine       | 100 000           | 24 mars 1995          |
| États-Unis (RIAA)     | 2 × Platine   | 2 000 000         | 10 janvier 1997       |